# Philippe Guez
 (février 2017).
Si vous disposez d'ouvrages ou d'articles de référence ou si vous connaissez des sites web de qualité traitant du thème abordé ici, merci de compléter l'article en donnant les références utiles à sa vérifiabilité et en les liant à la section « Notes et références ».
Cet article concerne le producteur et réalisateur. Pour le compositeur de musique, voir Philippe Guez (compositeur).
Pour les articles homonymes, voir Guez.
Philippe Guez est un producteur et réalisateur de cinéma français.

## Biographie
Philippe Guez obtient en 1979 le diplôme de l'École supérieure d'études cinématographiques. Il enchaîne alors des stages sur des grosses productions[réf. souhaitée]. Des réalisateurs le nomme premier assistant sur leurs films[réf. nécessaire]. Il endosse ensuite le rôle de producteur exécutif pour de nombreuses sociétés de production, sur une quinzaine de longs métrages et divers téléfilms, ainsi que sur plusieurs spots publicitaires[réf. nécessaire].
Philippe Guez crée sa première société de production Septième Productions et travaille en indépendant sur des films tels que Rendez-Vous au tas de sable de Didier Grousset, Périgord noir de Nicolas Ribowski, Les Menteurs d’Élie Chouraqui, et Le Grand Pardon 2 d’Alexandre Arcady[réf. souhaitée]. Il participe à des films destinés au marché international, dont Europa réalisé par Lars von Trier et Innocent lies, une adaptation d’un roman d’Agatha Christie avec Stephen Dorff.
Il coproduit également Cousin Bette, inspiré du roman de Balzac. Il coproduit avec ICE3 l’adaptation cinématographique du roman de Vladimir Nabokov, La Défense Loujine. Philippe Guez produit ensuite Hijack Stories réalisé par Oliver Schmitz qui fera l’objet d’une sélection officielle au Festival de Cannes en 2001, dans la catégorie Un Certain Regard. La même année, il coproduit également Semana Santa, adapté du livre de David Hewson.
Philippe Guez décide de restructurer sa société de production[Quand ?] et forme Évidence Films pour se concentrer sur des projets français[réf. souhaitée]. Après avoir produit le court métrage La Lettre de Nabila, d’après une nouvelle de Marc Lévy, Philippe Guez coécrit avec l’écrivain français le long métrage Mes Amis, Mes Amours. Cette nouvelle entité devient coproductrice de cette comédie romantique, réalisée par Lorraine Lévy, et produite par Dominique Farrugia. Il écrit Marianne, un des courts métrages de la série « Scénario contre les discriminations », sous l’égide du CRIPS, diffusé en 2008, sur Canal+, Arte et TF1.

## Filmographie
- 2018 : MILF
- 2024 : Le Salaire de la peur de Julien Leclercq
- 2025 : Classe moyenne d'Antony Cordier